# 大花羽村
大花羽村（おおはなわむら）は、茨城県の西部、岡田郡・結城郡に属していた村。現在の常総市の中部にあたる。

## 地理
- 河川 ： 鬼怒川

## 歴史

### 村名の由来
旧村名の大輪、花島、羽生からの合成地名。

### 沿革
- 1889年（明治22年）4月1日 - 町村制施行により、大輪村、花島村、羽生村が合併して岡田郡大花羽村が発足。
- 1896年（明治29年）4月1日 - 岡田郡が結城郡に統合されたため、所属郡が結城郡に変更。
- 1954年（昭和29年）7月10日 - 水海道町に編入。水海道町は市制施行して水海道市となる。同日大花羽村廃止。